# ویکتور دلز
ویکتور دِلِز (۱۹۸۵–۱۹۰۲) یکی از بهترین حکاکان چوب در قرن بیستم است که در شهر آنتورپ بلژیک به دنیا آمد، و در آرژانتین، چشم از جهان فروبست.
دلز یکی از هفت فرزند خانواده بود. وی در سال‌های ۱۹۱۸–۱۹۱۶ در دانشگاه هنرهای زیبای سلطنتی آنتورپ و در سال‌های ۱۹۲۳–۱۹۱۸ در دانشگاه لوون بلژیک در رشتهٔ برزشناسی (کشاورزی) فارغ‌التحصیل شد. اولین سری کاریکاتورها و کارهای سوررئال او در زمان دانشگاهیش به معرض نمایش گذاشته شد. او در حالی که مدیریت شرکت اتوموبیل‌سازی خانوادگیشان را اداره می‌کرد، علایق هنری خود را ادامه داد و اولین سری کارهایش را در سال ۱۹۲۵ منتشر کرد. شوربختانه در همان سال، پدر و مادرش همزمان در یک سانحهٔ رانندگی جان خود را از دست دادند. او کار مدیریتی خود را در شرکت پدر رها کرد و در همان سال به کشور آرژانتین نقل مکان کرد. وی در سال‌های ۱۹۳۳–۱۹۲۶ در بوینوس آرس به عنوان معمار و پیمانکار به فعالیت خود ادامه داد. سپس به بولیوی رفت و در سال ۱۹۴۰ دوباره به آرژانتین بازگشت و در شهر کوچکی به نام کاکراس دی کوریا ساکن شد و به عنوان استاد هنرهای زیبایی در دانشگاه ملی کویو مشغول به کار شد. هنگامی که در کشور بولیوی ساکن بود، وی مجموعه‌ای از چهل کار هنری را، الهام گرفته از کتاب مقدس انجیل و همچنین بیست و یک اثر دیگر را برگرفته از داستان‌های فانتزی لرد دونسانی به معرض نمایش گذاشت. حکاکی‌های روی چوب او براساس داستان‌های انجیل، مورد توجه تصویرگران آمریکای جنوبی قرار گرفت.
دههٔ ۱۹۳۰ را می‌توان بهترین زمان برای شناخته‌تر شدن دلز براساس کارنامهٔ هنری‌اش عنوان کرد. از مضامین اصلی کارهای او می‌توان به داستان‌های انجیل و کتاب‌های آخرالزمان، تصویرگری برای کارهای مختلف ادبی از جمله کتاب‌های داستایفسکی و بودلر، حکاکی بر روی چوب برگرفته از هنر معماری و نوستالژی، مجموعهٔ رقص مرگ و همچنین کارهای دیگر اشاره کرد.
کارهای وی به همراه کارهای هنرمندان دیگر در اروپا، آمریکا، کانادا، آمریکای جنوبی و مرکزی، ژاپن و همچنین شهر بروسل و در موزه‌های بی‌شماری از جمله، بیش از ۳۵۰ اثر در کتابخانهٔ سلطنتی بلژیک واقع در بروسل، حدود ۲۵۰ اثر در دانشگاه ایالتی فلوریدا، حدود ۱۰۰ اثر در موزهٔ پلانتین مورتوس بلژیک و همچنین موزهٔ هنرهای مدرن نیویورک، موزهٔ هنری بالتیمور، موزهٔ آرژانتین، و همچنین سایر بخش‌های آمریکای جنوبی، به معرض نمایش گذاشته شده‌است.
لورنزو دومینوگوئز مجسمه‌ساز آمریکای لاتین، چهرهٔ دلز را در سال ۱۹۴۰ بر روی سنگ مرمر تراشید.